# Mergolangu
Mergolangu is een bestuurslaag in het regentschap Wonosobo van de provincie Midden-Java, Indonesië. Mergolangu telt 1791 inwoners (volkstelling 2010).